# The Lonely Villa
The Lonely Villa é um filme mudo estadunidense em curta metragem, do gênero dramático, escrito e dirigido por D. W. Griffith em 1909.

## Elenco
- David Miles     ...     Robert Cullison
- Marion Leonard    ...     Sra. Robert Cullison
- Mary Pickford    ...     Uma das crianças Cullison
- Gladys Egan    ...     Uma das crianças Cullison
- Adele DeGarde    ...     Uma das crianças Cullison
- Charles Avery	 ... 	No hotel
- Clara T. Bracy
- John R. Cumpson	... 	No hotel
- Robert Harron
- Anita Hendrie	... 	Empregada
- Arthur V. Johnson	... 	No hotel
- James Kirkwood	... 	Socorrista
- Florence Lawrence
- Violet Mersereau	... 	No hotel
- Owen Moore	... 	Um ladrão
- Anthony O'Sullivan	... 	Um ladrão
- Frank Powell
- Herbert Prior	... 	Um ladrão
- Mack Sennett	... 	Copeiro / Policial